# Alan O’Day

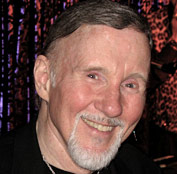
Alan O’Day (2007)

Alan O’Day (* 3. Oktober 1940 als Alan Earl O’Day in Hollywood, Kalifornien; † 17. Mai 2013 in Westwood, Los Angeles) war ein US-amerikanischer Sänger und -Songschreiber. Sein größter Erfolg, die Eigenkomposition Undercover Angel, stand 1977 auf Platz eins der amerikanischen Single-Charts und wurde mit Gold ausgezeichnet. Darüber hinaus gelang ihm als Sänger kein weiterer Top-40-Hit, weshalb er in den USA als One-Hit-Wonder gilt.

## Leben und Karriere
Als Songschreiber für andere Künstler gelangen ihm jedoch weitere Erfolge: So stammen unter anderem Rock and Roll Heaven von The Righteous Brothers und der US-Nummer-eins-Hit Angie Baby von Helen Reddy aus seiner Feder. Beide Lieder wurden 1974 veröffentlicht. Weitere Hits in den Billboard-Charts schrieb er für Bobby Sherman, Mark Lindsay, The 5th Dimension, Sylvia Robinson, Cher, Travis Wammack, Gene Pitney und Johnny Mathis. Zu seinen bekannteren Kompositionen zählt Easy Evil, die von so stilistisch unterschiedlichen Künstlern wie Sarah Vaughan, Nancy Wilson, Captain & Tennille, Larry Carlton und John Travolta aufgenommen wurde. Außerdem nahmen Weltstars wie Tom Jones, Dusty Springfield und Paul Anka Lieder von O’Day in ihr Repertoire auf.
Ab den 1980er Jahren arbeitete O’Day mit der Songschreiberin Janis Liebhart zusammen. Gemeinsam schrieben sie im Laufe der Jahre zahlreiche Songs für die Zeichentrickserie Muppets Babies. Darüber hinaus verfasste das Paar auch das Lied There’s Only One Ariel für die Fernsehserie Arielle, die Meerjungfrau.
O’Day starb 2013 an Krebs.

## Diskografie

### Alben
- 1973: Caress Me Pretty Music (Viva)
- 1977: Appetizers (Pacific)
- 1979: Oh Johnny (Pacific)
- 2001: Undercover Angel 2001 (City Man Music)
- 2008: I Hear Voices (City Man Music)